# Trška Gorca
Trška Gorca – wieś w Słowenii, w gminie Šentjur. W 2018 roku liczyła 49 mieszkańców.